# Dormammu
Dormammu è un personaggio dei fumetti statunitensi, creato da Stan Lee (testi) e Steve Ditko (disegni), pubblicato dalla Marvel Comics. È noto anche come il Signore della Dimensione Oscura o il Distruttore dei Mondi. La sua prima apparizione avviene in Strange Tales (prima serie) n. 126 (novembre 1964).
Il sito web IGN lo ha classificato al 56º posto della lista dei cento maggiori cattivi della storia dei fumetti.
È il signore della Dimensione Oscura ed è un supercriminale dell'universo Marvel; si tratta di un'entità mistica e di uno stregone, nemico numero uno del Dottor Strange. Dormammu ha anche una nipote, Clea, discepola del Dottor Strange.

## Biografia del personaggio
Dormammu è un membro della razza dei Faltine, esseri mutaforma benefici residenti su un altro piano di realtà. I Faltine vivevano in pace da anni, fino al giorno in cui uno di loro chiamato Sinifer, diede alla luce due esseri, Dormammu e sua sorella Umar. Entrambi i fratelli più avanti saranno assetati di conquista, tanto che Dormammu arriverà a rubare la fiamma del comando dei Faltine, costringendo così la sua razza a bandirlo nella Dimensione Oscura.
In breve Dormammu diverrà il signore di quella dimensione e cercherà di conquistarne altre, tra cui la Terra, divenendo così una delle più grandi minacce mistiche. Umar dimostrerà invece un grandissimo desiderio di piacere fisico, tanto da ottenere un aspetto simile a quello di un umano, per ottenere il massimo godimento dalla vita. Dopo esser stata bandita assieme al fratello, Umar passerà il suo tempo a trovare il modo di spodestare Dormammu e diventare così la nuova signora della dimensione oscura.
Nel corso dei secoli Dormammu ha affrontato tutti gli Stregoni Supremi che si sono succeduti sulla Terra e ha sempre cercato di entrare nel nostro mondo sia di persona, sia mediante i suoi subalterni (tra cui il Barone Mordo e Hood), ma il Dottor Strange è sempre riuscito a bloccare i suoi piani. In più di un'occasione il Dottor Strange si è fatto aiutare a fermare Dormammu da altri eroi, come l'Uomo Ragno o i Difensori.
Dormammu ha un figlio di nome Doyle attribuitogli quando la mamma del ragazzo scoprì che il nascituro aveva un problema alla testa ed era inoperabile. La donna così si rivolse a innumerevoli persone per farsi aiutare (anche al Dottor Strange) senza avere esiti positivi; allora decise di contattare proprio Dormammu che salvò il bimbo infettandolo con la sua magia dandogli così il suo aspetto e divenendone tecnicamente il padre.

## Poteri e abilità
Composto da pura energia mistica, Dormammu possiede una grande gamma di poteri che possono essere ulteriormente estesi e potenziati grazie alla venerazione del suo culto da parte di adepti. Tra le sue molte capacità vi sono l'immortalità, la trasmutazione della materia, il teletrasporto interdimensionale, la modifica delle proprie fattezze e dimensioni, il controllo degli elementi, la telepatia, la creazione di esseri artificiali e la capacità di penetrare nella mente degli individui psichicamente più deboli al fine di controllarli. Possiede anche un'immensa forza fisica.
Dormammu può invocare le energie mistiche di tutta la Dimensione Oscura, tuttavia le sue abilità sono ridotte quando è fisicamente presente in un'altra dimensione a meno che non possa collegarsi al suo mondo tramite qualche sorta di passaggio. Come quella di vari altri enti mistici, l'energia di Dormammu può essere invocata da parte degli stregoni più potenti e preparati (ne sono un esempio il Dottor Strange ed il Barone Mordo).

## Altri media

### Animazione
- Dormammu è l'antagonista principale del film d'animazione Dottor Strange - Il mago supremo (2007), doppiato in lingua originale da Jonathan Adams.

### Marvel Cinematic Universe
- Dormammu è apparso per la prima volta nel film del Marvel Cinematic Universe Doctor Strange (2016), interpretato tramite motion capture da Benedict Cumberbatch (l'attore del protagonista). Nel film viene presentato come entità ultra dimensionale, unico abitante e sovrano della Dimensione Oscura, realtà parallela non soggetta alle leggi del Tempo. Studiato dallo Stregone Cagliostro, viene scoperto un incantesimo per evocare il suo potere e far sì che l'entità possa garantire una maggiore forza e resistenza a coloro che lo invocano, oltre alla capacità di piegare percettivamente la realtà a piacere dell'utilizzatore in qualunque dimensione esso si trovi. L'Antico rivela che ciò da cui Dormammu è nato, risiede nella manifestazione della paura della morte, emozione di cui si nutre per vivere, inoltre possiede una vita eterna donata dalla proprietà della sua dimensione e può garantirla ai suoi adepti.
- La versione cinematografica di Dormammu viene citata indirettamente nella serie televisiva Runaways (2017). Nella seconda stagione, si scopre che l'Asta dell'Uno utilizzata da Nico Minoru e sua madre, riesce ad attingere potere dal malvagio Signore della Dimensione Oscura in circostanze che stressano l'utilizzatore, sfigurandolo temporaneamente proprio come se ne avesse fatto richiesta tramite l'incantesimo del libro di Cagliostro.
- Il personaggio è riapparso nuovamente nella prima serie animata dell'MCU What If...? (2021).

### Televisione
- Dormammu è apparso nelle serie animate Spider-Woman, Spider-Man - L'Uomo Ragno, Super Hero Squad Show, Ultimate Spider-Man, Hulk e gli agenti S.M.A.S.H. e Avengers Assemble
- Dormammu compare nell'anime Disk Wars: Avengers, nella sua prima comparsa si vede come una figura infuocata che ricorda un po' come il Supremo Imperatore delle Tenebre, il massimo antagonista del Grande Mazinga.

### Videogiochi
- Il personaggio appare come personaggio giocabile nel videogioco Marvel vs. Capcom 3: Fate of Two Worlds.
- Il personaggio appare nel videogioco LEGO Marvel Super Heroes come personaggio giocabile, sbloccabile in una mini-missione di Deadpool dopo essere stato sconfitto come boss.
- Dormammu appare in Lego Marvel's Avengers come personaggio giocabile e scaricabile nel pacchetto Dottor Strange, completamente nuovo e differente.
- Dormammu appare come personaggio giocabile nel videogioco per smartphone Marvel: Sfida dei campioni.
- Il personaggio appare come personaggio giocabile in Marvel vs. Capcom: Infinite.
- Il personaggio appare come personaggio giocabile in LEGO Marvel Super Heroes 2.